# Benalla Rural City
Benalla Rural City is een Local Government Area (LGA) in Australië in de staat Victoria. Benalla Rural City telt 14.134 inwoners. De hoofdplaats is Benalla.